# Minuartia biebersteinii
Minuartia biebersteinii är en nejlikväxtart som först beskrevs av Franz Josef Ivanovich Ruprecht, och fick sitt nu gällande namn av Boris Konstantinovich Schischkin. Minuartia biebersteinii ingår i släktet nörlar, och familjen nejlikväxter. Inga underarter finns listade i Catalogue of Life.